# Ed Miliband

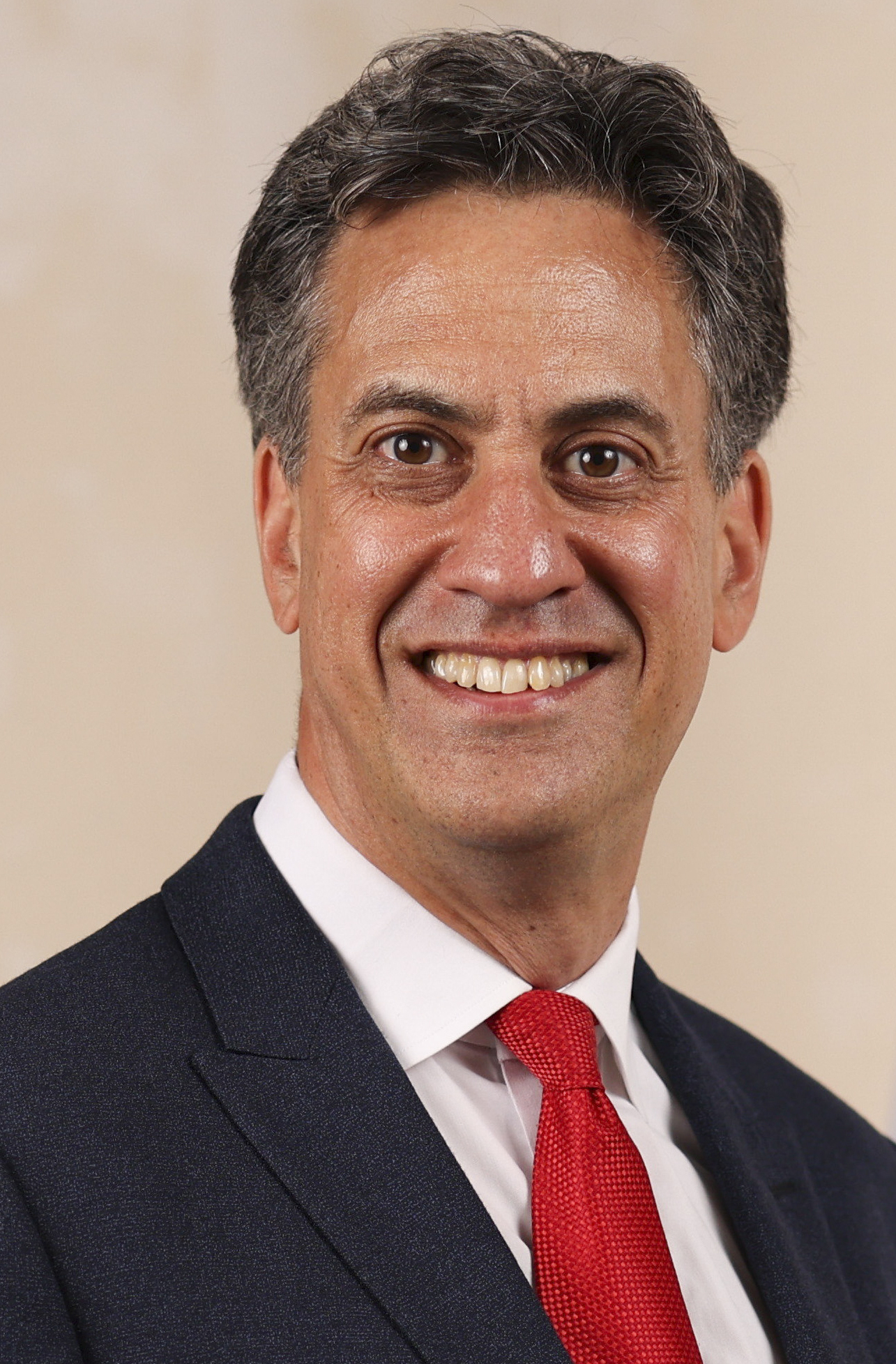
Ed Miliband (2024)

Edward Samuel „Ed“ Miliband (* 24. Dezember 1969 in London) ist ein britischer Politiker der Labour Party. Er ist seit 2005 Abgeordneter im britischen Unterhaus für den Wahlkreis Doncaster North. Seit dem 5. Juli 2024 ist er im Kabinett von Keir Starmer Minister für Energiesicherheit und CO2-Ausstoß.

## Leben

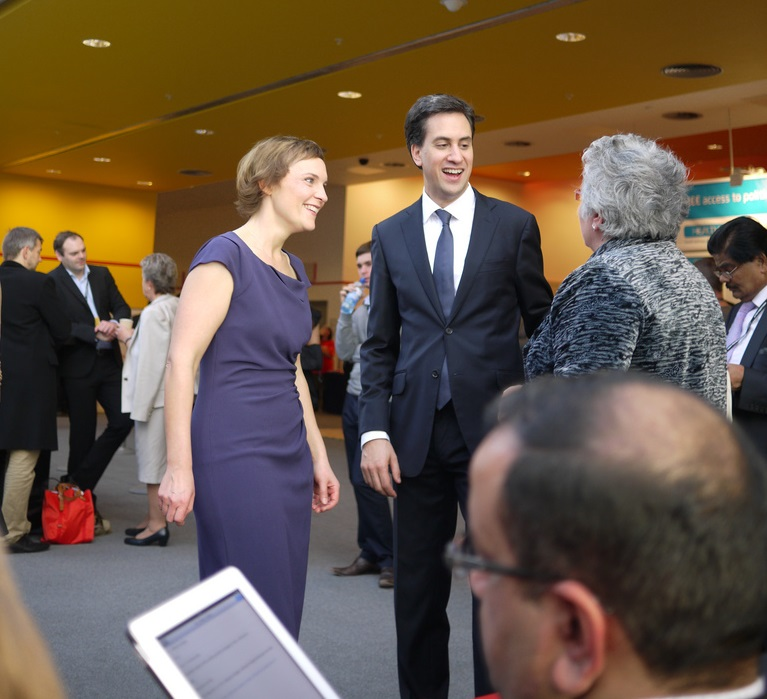
Das Ehepaar Miliband auf einer Veranstaltung der Labour Party (2011)

Ed Miliband wurde als Sohn des jüdischen Marxismus-Theoretikers Ralph Miliband geboren, der nach dem deutschen Überfall 1940 von Belgien nach Großbritannien geflohen war. Seine Mutter Marion Kozak stammt aus einer jüdischen Familie in Polen und überlebte dort als Kind den Holocaust. Sein älterer Bruder ist der britische Politiker David Miliband. Er selbst bezeichnet sich als Atheist.
Miliband studierte am Corpus Christi College der University of Oxford und erlangte den akademischen Grad des Bachelor of Arts. Anschließend erwarb er an der London School of Economics den Grad des Master of Science für Wirtschaftswissenschaften. Hieran schloss sich eine kurze Tätigkeit als TV-Reporter an. Ab 1997 war er in unterschiedlichen Bereichen in der Wirtschaft tätig. Zwischen 2003 und 2004 war er ferner Visiting Lecturer an der Harvard University.
2009 lernte Miliband bei einem Besuch in Moskau die sowjetisch-russische Cousine seines Vaters Sofja Dawidowna Miliband kennen, deren Existenz ihm bis dahin nicht bewusst war.
2011 heiratete Miliband seine Lebensgefährtin, die Rechtsanwältin Justine Thornton, mit der er zwei Kinder hat.

## Politik
1993 begann Miliband seine politische Karriere als Redenschreiber und Rechercheur für die Labour-Politikerin Harriet Harman. Im darauffolgenden Jahr übernahm er für den damaligen Schattenkanzler Gordon Brown dieselben Arbeiten.
2005 wurde Miliband ins Unterhaus gewählt. Ab Mai 2006 gehörte er als Staatssekretär (Parliamentary Secretary) dem letzten Kabinett von Tony Blair an. Im Juni 2007 wurde er, zuerst als Chancellor of the Duchy of Lancaster sowie Minister des Cabinet Office, anschließend als Minister für Energie und Klimawandel, Mitglied des ersten Kabinetts von Premierminister Gordon Brown. Demselben Kabinett gehörte sein Bruder David als britischer Außenminister an.
Am 25. September 2010 wählte die Labour Party Miliband zum Vorsitzenden. Er erhielt in der letzten Runde der nach dem Instant-Runoff-Voting durchgeführten Wahl 51 Prozent der Stimmen, während sein ebenfalls kandidierender Bruder David auf 49 Prozent kam. In allen vorangehenden Runden hatte sein Bruder geführt. Den Ausschlag gaben die Stimmen der Gewerkschaften, die sich mehrheitlich hinter Ed stellten.
Während sein Bruder die zentrale Wichtigkeit der „bürgerlichen Schichten“ betonte, hatte Ed Miliband für eine eher linke, sozialstaatlich orientierte Politik geworben. Er hatte auch im Vorfeld bestimmte Aspekte der New-Labour-Politik kritisiert, etwa die zu große Macht, die den Märkten eingeräumt wurde. An Krieg und Invasion im Irak hatte er nach eigener Aussage von Anfang an Zweifel.
In seiner Rolle als Vorsitzender der Labour Party und Oppositionsführer trat er bei der Unterhauswahl am 7. Mai 2015 für den Posten des Premierministers gegen Amtsinhaber und Vorsitzenden der Conservative Party David Cameron an. Labour erhielt 30,8 % der Stimmen und die Tories 36,9 %. Am Tag nach dieser Wahl trat er von seinem Posten als Parteivorsitzender zurück. Zu seinem Nachfolger wurde Jeremy Corbyn gewählt. Nach der vorgezogenen Unterhauswahl am 12. Dezember 2019 blieb Boris Johnson Premierminister; Corbyn kündigte seinen Rücktritt an.
Corbyns Nachfolger Keir Starmer ernannte am 6. April 2020 Miliband zum Wirtschaftsminister seines Schattenkabinetts. Bis dahin hatte Rebecca Long-Bailey diesen Posten innegehabt.
Nach der Britischen Unterhauswahl 2024 wurde Miliband im Kabinett Starmer zum Minister für Energiesicherheit und CO2-Ausstoß ernannt.